# 涡州
涡州，北魏时设置的州。
北魏孝文帝置，治所在涡阳县（今安徽省蒙城县）。辖境约当今安徽省蒙城、宿州、涡阳等市县地。孝昌（525年—528年）末年，地入南朝梁，改为西徐州。 